# Югер, Павел Яковлевич
Павел Яковлевич Югер (1923—2006) — советский военный, награждённый пятью орденами Красной Звезды, полковник, заслуженный военный лётчик СССР.

## Биография
Родился 10 июля 1923 года в селе Новотроицком (ныне — в Читинском районе Забайкальского края).
После переезда семьи в Читу учился там в средней школе № 8; учёбу совмещал с занятиями в аэроклубе. После окончания школы обучался в Читинском аэроклубе, окончив его в 1940 году. Уже после начала Великой Отечественной войны, в 1942 году окончил Ульяновскую школу пилотов (ныне Ульяновский институт гражданской авиации), где освоил три типа истребителей И-5, И-15, И-16, затем продолжил службу в училище инструктором. Его боевой путь в звании младшего лейтенанта начался с воздушных сражений над Сталинградом, затем по Курском, в Белоруссии и Польше, завершившись в Берлине. За время войны совершил 450 боевых вылетов, прошёл путь от командира корабля до командира авиационной части. Интересно, что одно из знамён великой Победы над фашизмом доставил в Берлин экипаж под командованием лейтенанта Югера.
После окончания войны Павел Югер продолжал нести службу в Военно-воздушных силах СССР. Принимал участие в интернациональной помощи Корее, Вьетнаму, Индонезии, Египту и другим странам. В 1965—1974 годах был командиром 334-го Берлинского Краснознамённого военно-транспортного авиационного полка. В 1952—1962 годах участвовал в воздушных парадах в городе Москве в Дни Военно-воздушных сил СССР.
После увольнения в 1974 году из рядов Вооружённых сил в течение 12 лет работал в Псковском авиапредприятии Гражданской авиации. Занимался общественной деятельностью — принимал участие в военно-патриотическом воспитании подрастающего поколения, участвовал в проведении уроков мужества с учениками различных учебных заведений города Пскова.
Умер П. Я. Югер 1 января 2006 года. Похоронен на кладбище в Орлецах.

## Награды
- Был награждён пятью орденами Красной Звезды, тремя орденами Отечественной войны 1 и 2 степени и многими медалями.
- «Заслуженный военный лётчик СССР» (1967).
- 8 июля 2005 года П. Я. Югеру было присвоено звание «Почётный гражданин города Пскова».